# Albania en los Juegos Olímpicos de Pekín 2022
Albania estuvo representada en los Juegos Olímpicos de Pekín 2022 por un deportista que compitió en esquí alpino. Responsable del equipo olímpico es el Comité Olímpico Nacional de Albania, así como las federaciones deportivas nacionales de cada deporte con participación.
El portador de la bandera en la ceremonia de apertura fue el esquiador alpino Denni Xhepa. El equipo olímpico albanés no obtuvo ninguna medalla en estos Juegos.